# Wybory prezydenckie we Francji w 1965 roku

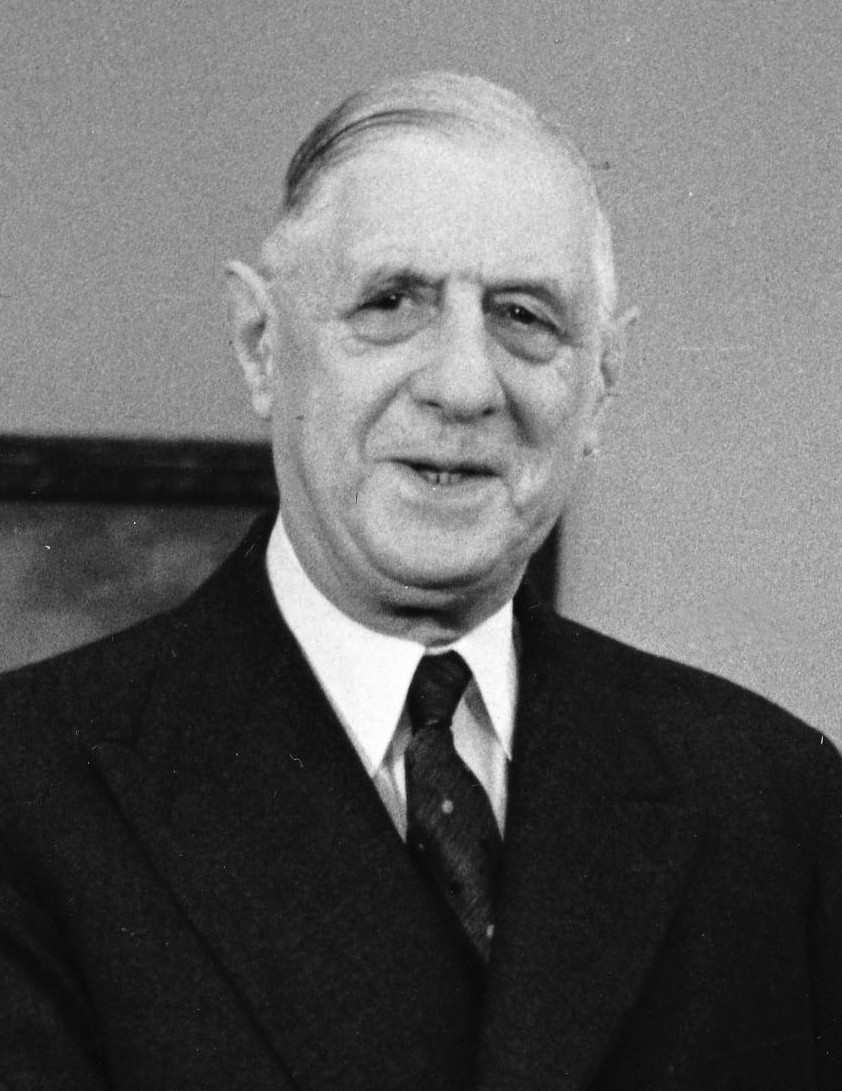
Charles de Gaulle – zwycięzca wyborów

Wybory prezydenckie we Francji w roku 1965 były pierwszymi od czasu II Republiki (w 1848) powszechnymi wyborami głowy państwa. Urzędujący prezydent Charles de Gaulle zwyciężył w drugiej turze, pokonując ostatecznie przyszłego prezydenta François Mitterranda.

## Sytuacja
Wybory były ważne dla prezydenta de Gaulle’a i jego stronników. Chciał bowiem utwierdzić swój mandat w głosowaniu powszechnym i to już w pierwszej turze. Poprzednio prezydent był wybierany przez parlament, lub (w 1958) przez kolegium elektorskie. Poprawkę wprowadzającą głosowanie bezpośrednie uchwalono w 1963, mimo opozycji wielu sił politycznych. Poprzednio nie chciał wprowadzić jej sam de Gaulle, gdyż prezydent Francji był z urzędu prezydentem Wspólnoty Francuskiej i wtedy kolonie domagałyby się udziału w głosowaniu, co dałoby im, wedle słów samego generała, zbyt wielki wpływ na losy Francji.

## Kandydaci
- Charles de Gaulle, urzędujący prezydent, popierany przez gaullistów i sojuszniczej frakcji skupionej wokół Valéry’ego Giscarda d’Estainga
- François Mitterrand, były wielokrotny minister, obecnie deputowany do zgromadzenia narodowego. Socjalista cieszący się poparciem całej lewicy, włącznie z komunistami
- Jean Lecanuet, lider centroprawicowego i chadeckiego Ludowego Ruchu Republikańskiego, popierany także przez inne, mniejsze środowiska centroprawicowe (wzywał, aby w drugiej turze jego wyborcy „nie głosowali na de Gaulle’a”)
- Jean-Louis Tixier-Vignancour, niezależny kandydat spod znaku skrajnej prawicy, zwolennik „Algierii Francuskiej” (otwarcie poparł w drugiej turze Mitterranda)
- Pierre Marcilhacy, niezależny kandydat o orientacji centroprawicowej
- Marcel Barbu, niezależny

Przedtem pod uwagę brano takich kandydatów, jak np. socjalistyczny mer Marsylii Gaston Deffere z ramienia lewicy i centrum, ale przeciwko komunistom, czy były premier Antoine Pinay (prawica)

## Pierwsza tura (5 grudnia1965)
| Kandydat                     | Partia                                            | Głosy      | Procent |
| ---------------------------- | ------------------------------------------------- | ---------- | ------- |
| Charles de Gaulle            | Unia Nowej Republiki                              | 10 828 523 | 44,64%  |
| François Mitterrand          | Federacja Lewicy Demokratycznej i Socjalistycznej | 7 694 003  | 31,72%  |
| Jean Lecanuet                | Ludowy Ruch Republikański                         | 3 777 119  | 15,57%  |
| Jean-Louis Tixier-Vignancour | Skrajna prawica                                   | 1 260 208  | 5,19%   |
| Pierre Marcilhacy            | Centroprawica                                     | 415 018    | 1,71%   |
| Marcel Barbu                 | Niezależny                                        | 279 683    | 1,15%   |

## Druga tura (19 grudnia1965)
| Prezydent | Charles de Gaulle             | Charles de Gaulle           |                     |
| Oponent   | François Mitterrand           | François Mitterrand         | François Mitterrand |
| Głosy     | Zwycięzca: 13 083 699 (55,1%) | Oponent: 10 619 735 (44,9%) |                     |